# Order Gabrieli Silang
Order Gabrieli Silang (fil. Orden ng Gabriela Silang, ang. Order of Gabriela Silang) – order kobiecy, filipińskie wysokie odznaczenie państwowe.

## Historia i charakterystyka
Odznaczenie nazwane zostało na cześć Maríi Josefy Gabrieli Cariño Silang, XVIII-wiecznej filipińskiej rewolucjonistki i działaczki niepodległościowej przeciwko hiszpańskim kolonizatorom, uznanej za bohatera narodowego Filipin.
Jest nadawane małżonkom głów państw lub rządów, krajowcom i cudzoziemcom.
W kolejności starszeństwa filipińskich odznaczeń znajduje się poniżej równorzędnych Legii Honorowej, Orderu Sikatuny i Orderu Lakanduli, a powyżej wojskowego Medalu Honoru.
Order przyznawany jest przez prezydenta Filipin. Wykonany z pozłacanego srebra. Odznaka orderowa ma kształt ośmiopromiennej gwiazdy z wewnętrznym medalionem otoczonym stylizowanymi promieniami w kształcie liści ryżowych, na którym umieszczone są stylizowane litery „G” i „S”. Wewnętrzny medalion jest emaliowany na biało, a litery złocone. Baretka odznaczenia ma kolor niebieski, z szerokim czerwonym paskiem pośrodku z żółtymi krawędziami (kolejno kolory: niebieski-żółty-czerwony-żółty-niebieski).

## Odznaczeni
M.in.:
- 1968 – Sirikit Kitiyakara, małżonka króla Tajlandii[5]
- 1974 – Imelda Marcos, małżonka prezydenta Filipin[6]
- 1975 – Elena Ceaușescu, małżonka prezydenta Rumunii[7]
- 1976 – Alia al-Husajn, małżonka króla Jordanii[8]
- 1976 – Josephine Bongo, małżonka prezydenta Gabonu[9]
- 1978 – Virat Chomanan, małżonka premiera Tajlandii[5]
- 1995 – Zofia Grecka, małżonka króla Hiszpanii[10]
- 2002 – Michiko Shōda, małżonka cesarza Japonii[11]
- 2003 – Laura Bush, małżonka prezydenta USA[12]